# Summer Jam at Watkins Glen
Summer Jam at Watkins Glen (eller ibland Watkins Glen Festival) var ett evenemang med musik. Det ägde rum den 28 juli 1973 vid racerbanan Watkins Glen International i delstaten New York i Förenta Staterna.
Föreställningen hade nästan 600 000 åskådare och listades en längre tid av Guinness rekordbok som "popfestival med flest publik". Arrangörerna producerade 150 000 biljetter för 10 $ och minst 100 000 blev sålda. De flesta besökare fick sina platser kostnadsfritt. Under evenemanget uppträdde Grateful Dead som spelade fem timmer, The Allman Brothers Band som spelade fyra timmar och The Band som spelade tre timmar inklusive en halvtimmes paus på grund av ett åskväder.

## Diskografi
- The Band – Live at Watkins Glen (audio-CD, publicerad 1995)
- Grateful Dead – Watkins Glen, NY, July 28, 1973 (4 CD-Box, 2001)